# Побочень
По́бочень — підвищена ділянка перекату, що прилягає до випуклого берега річки, яка має меандри.
Утворюється в результаті повільного нагромадження наносів у процесі розвитку і зміщення меандру. Побочень, розташований у верхній частині перекату, називається верхнім, у нижній — нижнім; для них характерне шахове розташування біля обох берегів річок. Затоплюється водою під час повеней та паводків. Тильна частина побоченя поступово заростає рослинністю і приєднується до заплави.
Побочені характерні для багатьох річок рівнинної частини України, зокрема, для таких річок як Дніпро, Прип'ять, Десна, Тетерів, Ірпінь, Дністер, Сіверський Донець тощо.